# SP Cailungo
Az SP Cailungo, teljes nevén Società Polisportiva Cailungo San Marinó-i sportegyesület, amelyet 1974-ben alapítottak. Székhelye Borgo Maggiore közösség Cailungo egyházközségében található.
Egyike annak a 15 csapatnak, amely a San Marinó-i labdarúgó-bajnokságot alkotja. Saját sportteleppel nem rendelkezik, edzéseit főként a főváros melletti Campo Fonte dell'Ovó-ban tartja.

## Sikerei
- San Marinó-i labdarúgó-bajnokság (Campionato Sammarinese di Calcio)
  - Ezüstérmes (1 alkalommal): 2002
  - Bronzérmes (1 alkalommal): 2004

- San Marinó-i kupa (Coppa Titano)
  - Ezüstérmes (1 alkalommal): 2002

- San Marinó-i szuperkupa (Trofeo Federale)
  - Győztes (1 alkalommal): 2002